# Очеретянка гендерсонська
Очеретя́нка гендерсонська (Acrocephalus taiti) — вид горобцеподібних птахів родини очеретянкових (Acrocephalidae). Ендемік острова Гендерсон в групі островів Піткерн.

## Опис
Довжина птаха становить 17 см, самці важать 22,5–30,5 г, самиці 21–25 г. Верхня частина тіла оливково-коричнева, нижня частина тіла біла з легким жовтуватим відтінок. Верхня частина голови плямистя, поцяткована оливково-коричневими і білими плямами, решта голови біла, через очі ідуть темні смуги. Верхня частина тіла поцяткована білими плямками, іноді трапляються майже повністю білі птахи.

## Поширення і екологія
Гендерсонські очеретянки є ендеміками невеликого, безлюдного острова Гендерсон в групі островів Піткерн. Вони живуть в сухих тропічних лісах, зустрічаються сімейними зграйками. Живляться мурахами, мухами, жуками, тарганами, осами, равликами, насінням і м'якоттю плодів. Сезон розмноження триває з кінця серпня до початку січня. Гніздяться парами або групами по 3 птаха. Гніздо чашоподібне, діаметром 11 см, робиться з сухого листя, кокосових та інших рослинних волокон, розміщується на дереві, на висоті до 11 м над землею. В кладці 2-3 яйця, інкубаційний період триває 13 днів. За пташенятами доглядають і самиці, і самці. 

## Збереження
МСОП класифікує цей вид як вразливий. За оцінками дослідників, популяція гендерсонських очеретянок становить приблизно 7194 птахів. Їм загрожує хижацтво з боку інтродукованих малих пацюків.